# Agostino Favoriti
Agostino Favoriti (Sarzana, 3 gennaio 1624 – Roma, 13 novembre 1682) è stato un poeta, presbitero e latinista italiano.

## Biografia
Agostino Favoriti nacque a Sarzana da Giacomo, nobile giureconsulto sarzanese, e da Elisabetta Casoni, sorella di Monsignor Filippo Casoni, vescovo di San Donnino. Compiute le prime scuole in patria, venne inviato a Roma, presso i parenti della madre, a proseguire gli studi. Qui fu ordinato sacerdote nel 1658 ed entrò in qualità di familiare nella corte del cardinale Fabio Chigi. Dimostratosi validissimo nella poesia latina venne ben presto ascritto alle maggiori accademie cittadine (Umoristi, Fantastici, Intrecciati). Elevato al pontificato il cardinale Fabio Chigi con il nome di Alessandro VII, amante com’era nelle buone lettere e specie nella poesia latina, non dimenticò di porre fra i dotti, di cui si era circondato, il Favoriti. Lo nominò suo cameriere d’onore e segretario particolare del nipote cardinale Flavio Chigi, e nel 1666 canonico di Santa Maria Maggiore. Venne poi la nomina all’importante carica di segretario del Collegio cardinalizio e segretario alle lettere latine, cariche che tenne sotto quattro Pontefici: Alessandro VII, Clemente IX, Clemente X ed Innocenzo XI. Incaricato di pronunciare l'orazione funebre di Alessandro VII nella basilica vaticana (1667), Favoriti fu per oltre vent’anni un personaggio chiave della politica e della diplomazia pontificia. Tanti servizi resi alla corte romana stavano per essere ricompensati col cappello cardinalizio, quando lo sorprese una morte improvvisa. Fu sepolto con grandi onori in Santa Maria Maggiore, dove il suo grande amico Ferdinand von Fürstenberg, principe-vescovo di Paderborn e Münster, gli fece erigere un sontuoso monumento marmoreo degno d’un Papa, nella navata sinistra della Basilica Liberiana, a pochi metri dalla Porta Santa.
Favoriti fu amico di uomini come Leone Allacci, Stefano Gradi, il cardinale Pietro Sforza Pallavicino e Christianus Lupus, nonché di Cristina di Svezia, di cui fu consulente numismatico.

## Opere
La maggior parte delle poesie del Favoriti è contenuta nella raccolta Septem illustrium virorum poemata (Amstelodami 1672). La raccolta contiene anche due orazioni funebri (Oratio in funere Alexandri VII, pp. 157-165; Oratio in funere Clementis IX, pp. 166-172) e una vita latina di Virginio Cesarini (pp. 421-438).
Le lettere del Favoriti a Bartolomeo Beverini sono state edite da Giovanni Sforza. Altre lettere del Favoriti, oltre a quelle conservate nella Biblioteca Angelica di Roma dirette a Luca Olstenio, Francesco Barberini, Leone Allacci sono custodite nella Biblioteca apostolica vaticana e nella Biblioteca Casanatense di Roma.